# Ponte alla Carraia
Le Ponte alla Carraia (littéralement le pont des chariots) est un des ponts de Florence, sur l'Arno, qui donne sur la Piazza Goldoni  sur sa rive droite.
Il fut le second à être construit après le Ponte Vecchio et son nom initial était Ponte Nuovo.
La date précise de sa construction, en bois, remonte à 1218, et il fut détruit, une première fois en 1269, par les inondations. Reconstruit ensuite en 1304 sur des piliers en pierre avec un tablier en bois, il céda sous le poids de la foule assistant à une fête sur le fleuve.
Après la crue catastrophique de 1333, il fut le premier reconstruit, il semble sur le projet de Giotto di Bondone.
Endommagé de nouveau en 1557, Cosme Ier le faire reconstruire par son architecte de cour Ammannati, déjà appelé sur le pont Santa Trinita.
À la fin du XIXe siècle, son tablier fut élargi pour permettre le passage des carrosses et des chariots.

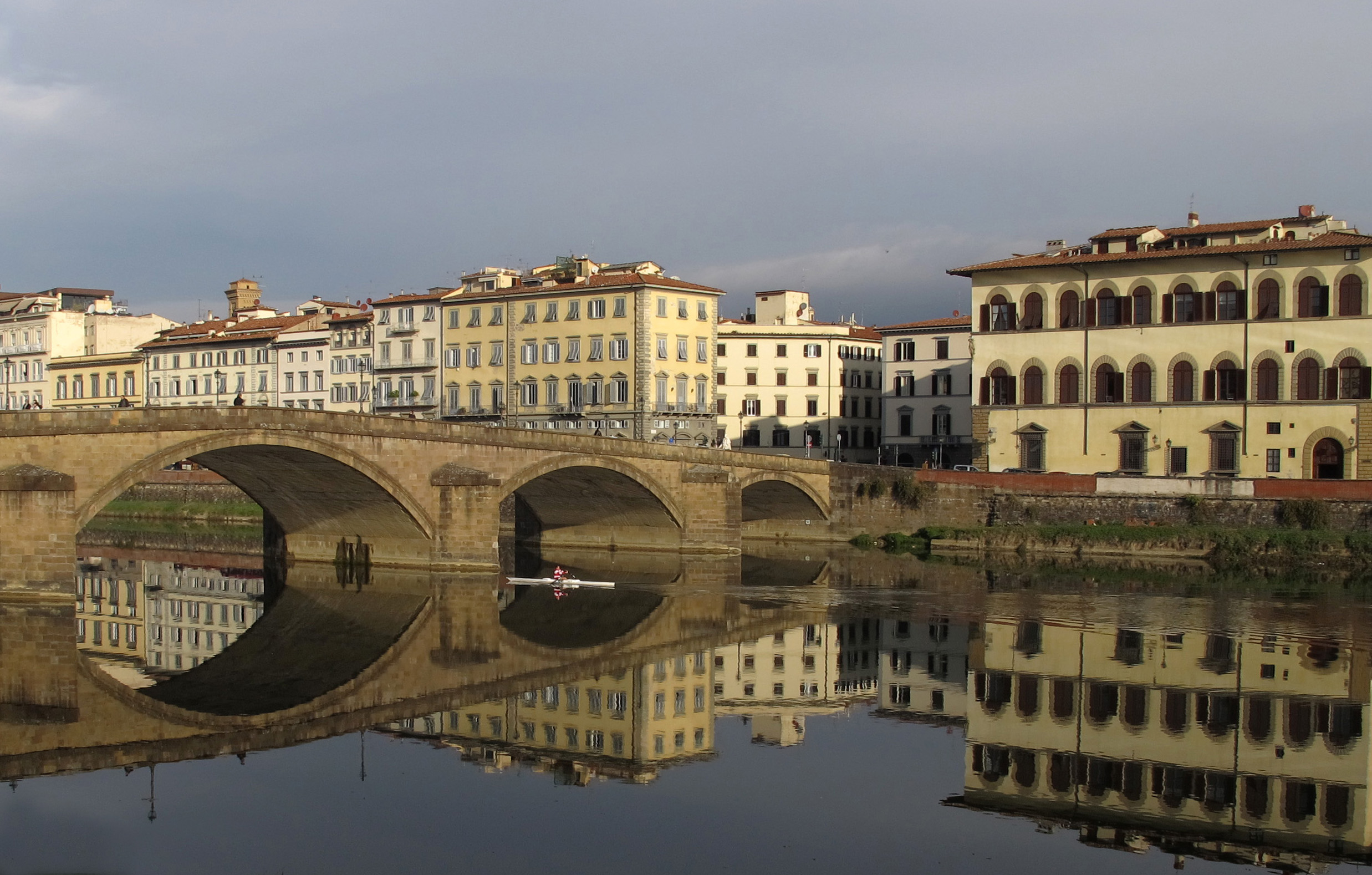
Pont alla Carraia

En 1944, au moment de la retraite des troupes allemandes de la Toscane, il fut dynamité, comme les autres ponts de la ville (excepté le Ponte Vecchio pas assez large pour le passage des chars d'assaut des Alliés)
En 1948, il est à nouveau reconstruit en respectant la structure précédente, à cinq arches, de l'architecte Ettore Fagiuoli (it).

## Sources
- (it) Cet article est partiellement ou en totalité issu de l’article de Wikipédia en italien intitulé « Ponte alla Carraia » (voir la liste des auteurs).